# Schaatsen op de Aziatische Winterspelen 1996
Schaatsen was een onderdeel van de Aziatische Winterspelen 1996 in de Volksrepubliek China.
De wedstrijden werden gehouden tussen 5 en 9 februari op de ijsbaan Heilongjiang Indoor Rink in Harbin.
Er stonden negen onderdelen op de agenda; voor de mannen de 500, 1000, 1500, 5000 en 10.000 meter; voor de vrouwen waren het de 500, 1000, 1500 en 3000 meter. Op de 500 meter wonnen liefst vier mensen goud, zowel bij de mannen als de vrouwen was er een gedeelde eerste plaats na twee omlopen.

## Medailles
| Rang | Land       | Goud | Zilver | Brons | Totaal |
| ---- | ---------- | ---- | ------ | ----- | ------ |
| 1    | Japan      | 5    | 5      | 3     | 13     |
| 2    | Kazachstan | 2    | 1      | 4     | 7      |
| 3    | Zuid-Korea | 2    | 1      | 1     | 4      |
| 4    | China      | 2    | 0      | 1     | 3      |

## Mannen

### 500 meter
| Plaats | Atleet              | Land       | Race 1 | Rang | Race 2 | Rang | Totaal |
| ------ | ------------------- | ---------- | ------ | ---- | ------ | ---- | ------ |
| Goud   | Jegal Sung-yeol     | Zuid-Korea | 36,70  | 2    | 36,87  | 2    | 73,570 |
| Goud   | Takahiro Hamamichi  | Japan      | 36,69  | 1    | 36,88  | 3    | 73,570 |
| Brons  | Kim Yun-man         | Zuid-Korea | 36,94  | 3    | 36,85  | 1    | 73,790 |
| 4      | Liu Hongbo          | China      | 36,94  | 3    | 37,25  | 5    | 74,190 |
| 5      | Vadim Sjaksjakbajev | Kazachstan | 37,39  | 5    | 36,90  | 4    | 74,290 |
| 6      | Lee Kyou-hyuk       | Zuid-Korea | 37,47  | 6    | 37,58  | 7    | 75,050 |

### 1000 meter
| Plaats | Atleet              | Land       | Tijd    |
| ------ | ------------------- | ---------- | ------- |
| Goud   | Yusuke Imai         | Japan      | 1.14,27 |
| Zilver | Kim Yun-man         | Zuid-Korea | 1.14,32 |
| Brons  | Vadim Sjaksjakbajev | Kazachstan | 1.14,53 |
| 4      | Liu Hongbo          | China      | 1.15,19 |
| 5      | Jegal Sung-yeol     | Zuid-Korea | 1.15,23 |
| 6      | Toyoki Takeda       | Japan      | 1.15,63 |

### 1500 meter
| Plaats | Atleet              | Land       | Tijd    |
| ------ | ------------------- | ---------- | ------- |
| Goud   | Yusuke Imai         | Japan      | 1.56,18 |
| Zilver | Shinya Tanaka       | Japan      | 1.57,45 |
| Brons  | Sergej Tsybenko     | Kazachstan | 1.57,55 |
| 4      | Radik Biktsjentajev | Kazachstan | 1.58,07 |
| 5      | Choi Jae-bong       | Zuid-Korea | 1.58,20 |
| 6      | Liu Hongbo          | China      | 1.58,82 |

### 5000 meter
| Plaats | Atleet           | Land       | Tijd    |
| ------ | ---------------- | ---------- | ------- |
| Goud   | Mitsuru Watanabe | Japan      | 7.03,99 |
| Zilver | Daigo Miyaki     | Japan      | 7.05,83 |
| Brons  | Jevgenij Sanarov | Kazachstan | 7.06,21 |
| 4      | Shigekazu Nemoto | Japan      | 7.08,72 |
| 5      | Sergej Tsybenko  | Kazachstan | 7.10,48 |
| 6      | Choi Jae-bong    | Zuid-Korea | 7.14,41 |

### 10.000 meter
| Plaats | Atleet              | Land       | Tijd     |
| ------ | ------------------- | ---------- | -------- |
| Goud   | Shigekazu Nemoto    | Japan      | 14.34,72 |
| Zilver | Radik Biktsjentajev | Kazachstan | 14.42,59 |
| Brons  | Jevgenij Sanarov    | Kazachstan | 14.42,89 |
| 4      | Mitsuru Watanabe    | Japan      | 14.44,37 |
| 5      | Daigo Miyaki        | Japan      | 14.50,23 |
| 6      | Wan Chunbo          | China      | 14.56,23 |

## Vrouwen

### 500 meter
| Plaats | Atleet         | Land       | Race 1 | Rang | Race 2 | Rang | Totaal |
| ------ | -------------- | ---------- | ------ | ---- | ------ | ---- | ------ |
| Goud   | Wang Manli     | China      | 40,51  | 1    | 40,92  | 2    | 81,430 |
| Goud   | Xue Ruihong    | China      | 40,66  | 2    | 40,77  | 1    | 81,430 |
| Brons  | Jin Hua        | China      | 40,78  | 3    | 40,99  | 3    | 81,770 |
| 4      | Jeon Hee-joo   | Zuid-Korea | 41,34  | 4    | 41,29  | 4    | 82,630 |
| 5      | Chiahiro Mondo | Japan      | 41,42  | 6    | 41,39  | 5    | 82,810 |
| 6      | Mayumi Kagawa  | Japan      | 41,40  | 5    | 41,48  | 6    | 82,880 |

### 1000 meter
| Plaats | Atleet               | Land       | Tijd    |
| ------ | -------------------- | ---------- | ------- |
| Goud   | Jeon Hee-joo         | Zuid-Korea | 1.23,30 |
| Zilver | Aki Tonoike          | Japan      | 1.23,42 |
| Brons  | Chiahiro Mondo       | Japan      | 1.23,44 |
| 4      | Xue Ruihong          | China      | 1.23,58 |
| 5      | Ljoedmila Prokasjeva | Kazachstan | 1.24,13 |
| 6      | Tomomi Shimizu       | Japan      | 1.24,20 |

### 1500 meter
| Plaats | Atleet               | Land       | Tijd    |
| ------ | -------------------- | ---------- | ------- |
| Goud   | Ljoedmila Prokasjeva | Kazachstan | 2.08,50 |
| Zilver | Aki Tonoike          | Japan      | 2.08,65 |
| Brons  | Eriko Seo            | Japan      | 2.09,59 |
| 4      | Jeon Hee-joo         | Zuid-Korea | 2.09,86 |
| 5      | Yuri Horikawa        | Japan      | 2.11,46 |
| 6      | Baek Eun-bi          | Zuid-Korea | 2.11,64 |

### 3000 meter
| Plaats | Atleet               | Land       | Tijd    |
| ------ | -------------------- | ---------- | ------- |
| Goud   | Ljoedmila Prokasjeva | Kazachstan | 4.25,98 |
| Zilver | Eriko Seo            | Japan      | 4.28,84 |
| Brons  | Saori Igami          | Japan      | 4.34,29 |
| 4      | Baek Eun-bi          | Zuid-Korea | 4.35,09 |
| 5      | Yuri Horikawa        | Japan      | 4.35,12 |
| 6      | Lee Kyeong-nam       | Zuid-Korea | 4.35,26 |

1986 Sapporo · 
1990 Sapporo · 
1996 Harbin · 
1999 Gangwon-do · 
2003 Aomori · 
2007 Changchun · 
2011 Astana · 
2017 Sapporo · 
2025 Harbin